# Sava (Włochy)
Sava – miejscowość i gmina we Włoszech, w regionie Apulia, w prowincji Tarent.
Według danych na rok 2004 gminę zamieszkuje 15 957 osób, 362,7 os./km².